# Éprosartan
L'éprosartan est un antihypertenseur qui appartient à la famille des antagonistes des récepteurs de l'angiotensine II. Il est commercialisé sous forme de mésylate d'éprosartan sous le nom de Teveten.

## Indications
- Traitement de l'hypertension artérielle essentielle.

## Effets secondaires
Les effets secondaires rapportés sont des céphalées, des vertiges, une asthénie, une toux isolée, des réactions cutanées (éruption, prurit, urticaire).